# Davi Rodrigues de Jesus
Davi Rodrigues de Jesus (nacido el 6 de abril de 1984) es un futbolista brasileño que se desempeña como centrocampista.
Jugó para clubes como el São Paulo, Bragantino, Albirex Niigata, Paraná y Coritiba.

## Trayectoria

### Clubes
| Club                | País   | Año         |
| ------------------- | ------ | ----------- |
| Paulista            | Brasil | 2003 - 2005 |
| São Paulo           | Brasil | 2005 - 2006 |
| Bragantino          | Brasil | 2006        |
| São Paulo           | Brasil | 2007        |
| Bragantino          | Brasil | 2007        |
| Albirex Niigata     | Japón  | 2008        |
| Avaí                | Brasil | 2009 - 2011 |
| Paraná              | Brasil | 2009        |
| Coritiba            | Brasil | 2011 - 2012 |
| Guangzhou R&F       | China  | 2012 - 2014 |
| Shanghái SIPG       | China  | 2015        |
| Shanghai Shenxin    | China  | 2016        |
| Nei Mongol Zhongyou | China  | 2017        |